# Jean-Noël Pancrazi
Jean-Noël Pancrazi (født 28. april 1949 i Sétif i Algeriet) er en fransk forfatter.

## Biografi

### Ungdom
Jean-Noël Pancrazi tilbringer de først ti af sit liv i Algeriet med sine forældre og sin søster. Barndommen under Algierkrigen får stor indflydelse på hans fremtidige forfatterskab.
Han ankommer til Frankrig i 1962 og går på gymnasiet i Perpignan, der er hans mors fødeby. Efterfølgende tager han til Paris og indskrives på Lycée Louis-le-Grand for senere at følge undervisning i litteratur på Sorbonne. I 1972 får en litterær kandidatgrad. Hans første værk, der udgives året efter, er et essay om Mallarmé. I 1970’erne er han fransklærer på et gymnasium i Massy.

### Litterær karriere
Hans første roman La Mémoire brûlée udkommer i 1979 på forlaget Le Seuil. Herefter følger Lalibela ou la mort nomade (1981), L'Heure des adieux (1985) og Le Passage des princes (1988). Det efterfølgende værk Les Quartiers d'hiver udgives i 1990 af Gallimard, hvor bøssebaren « le Vagabond » er rammen for en historie, der udspiller sig i Paris i starten af perioden med AIDS. Romanen tildeles Médicis-prisen. Pancrazi forfølger sin udforskning af natteverdenen med Le Silence des passions (1994) der hædres med Valery-Larbaud-prisen. Han vender tilbage til sin barndom i Algeriet i Batna, hvor landet slår over i krig. I Madame Arnoul (1995), beskrives et venskab mellem en lille dreng og en nabokvinde fra Alsace - som fortælleren betragter som en mor -, hun går for at være arabervenlig, fordi hun har beskyttet en lille algerisk pige mod en fransk soldats overgreb og bliver ”straffet”. Bogen belønnes med tre priser: Prix du Livre Inter, Prix Maurice-Genevoix, og Prix Albert-Camus. Han hylder sin far, som ender sine dage på Korsika, i Long séjour (1998, Prix Jean Freustié), og sin mor i Renée Camps (2001). Disse tre bøger udgør en trilogi om "familiehukommelse".
I Tout est passé si vite (Académie Françaises pris for bedste roman i 2003), portrætterer han en kræftramt ven, der er kvindelig forlægger og forfatter.
Hans ophold på Haiti og i den Dominikanske Republik danner inspiration for to romaner: Les Dollars des sables (2006) og Montecristi (2009), hvor han afslører en miljøskandale.
I La Montagne (2012) mindes Jean-Noël Pancrazi en hændelse, som han længe har holdt hemmeligt: mord på seks kammerater i bjergene under Algierkrigen. Værket har fået følgende udmærkelser: Prix Méditerranée, Prix Marcel-Pagnol og Prix François-Mauriac.
I Indétectable, en roman der er udkommet i 2014 (Gallimard), fortæller han om Mady fra Mali, der har levet i Paris i ti år uden papirer.
Jean-Noël Pancrazi er ligeledes forfatter til Corse (2000), sammen med Raymond Depardon.
Han har modtaget en pris af La Société des gens de lettres (SGDL) for sit samlede forfatterskab.
Han har siden 1999 været medlem af juryen bag prix Renaudot.
I 2013 blev der lavet en dokumentarfilm om Jean-Noël Pancrazi, Territoires intimes (film af Renaud Donche, France 3 - Korsika, september 2013).

## Værker
- Mallarmé, essay, Hatier, 1973
- La Mémoire brûlée, roman, Le Seuil, 1979
- Lalibela ou la mort nomade, roman, Ramsay, 1981
- L'Heure des adieux, roman, Le Seuil, 1985
- Le Passage des princes, roman, Ramsay, 1988
- Les Quartiers d'hiver, roman, Gallimard, 1990, prix Médicis
- Le Silence des passions, roman, Gallimard, 1994, prix Valery-Larbaud
- Madame Arnoul, récit, Gallimard, 1995, prix Maurice-Genevoix, prix Albert-Camus, prix du Livre Inter
- Long séjour, récit, Gallimard, 1998, prix Jean-Freustié 1998, artikel.[16]
- Corse (Le Seuil, 2000) en collaboration avec le photographe Raymond Depardon : texte sur la Corse et sur son père (faisant suite à Long séjour).
- Renée Camps, récit, Gallimard, 2001
- Tout est passé si vite, roman, Gallimard, 2003, l'Académie française pris for bedste roman
- Les Dollars des sables, roman, Gallimard, 2006, filmatiseret i 2015 af Laura Amelia Guzmán og Israel Cárdenas med den amerikanske skuespillerinde Géraldine Chaplin
- Montecristi, roman, Gallimard, 2009 (ISBN 978-2-07-012414-5)
- La Montagne, essay, Gallimard, 2012 (ISBN 978-2-07-013714-5), Prix Marcel-Pagnol, Prix Méditerranée,[17] Prix François Mauriac.
- Indétectable, roman, Gallimard, 2014.

## Priser og udmærkelser
- Prix Médicis for Les Quartiers d'hiver, roman, Paris, Gallimard, 1990
- Prix Valery-Larbaud for Le Silence des passions, roman, Paris, Gallimard, 1994
- Prix du Livre Inter, Prix Maurice-Genevoix, et Prix Albert-Camus for Madame Arnoul, roman, Paris, Gallimard, 1995
- Prix Jean-Freustié for Long séjour, récit, Paris, Gallimard, 1998
- Académie française’s pris for bedste roman for Tout est passé si vite, roman, Paris, Gallimard, 2003
- Prix Marcel-Pagnol, Prix Méditerranée, Prix François Mauriac for La Montagne, récit, Paris, Gallimard, 2012
- Société des Gens de Lettres’ pris for det samlede forfatterskab, Paris, 2009
- Chevalier dans l'Ordre national du Mérite, ridder af Fortjenstordenen, Frankrig, 2006
- Chevalier de la Légion d'honneur, ridder af Æreslegionen, Frankrig, 2013
- Medlem af juryen bag Prix Renaudot siden 1999.